# The Maestro and Friend
The Maestro and Friend — совместный студийный альбом американских джазовых исполнителей, скрипача Джо Венути и пианистки Мэриэн Макпартлэнд, выпущенный в 1973 году на лейбле Halcyon Records.

## Отзывы критиков
| Оценки критиков                   | Оценки критиков |
| Источник                          | Оценка          |
| --------------------------------- | --------------- |
| AllMusic                          | [ 2 ]           |
| The Encyclopedia of Popular Music | [ 3 ]           |

Скотт Яноу из AllMusic отметил изысканную игру двух искусных исполнителей.

## Список композиций
1. «On the Sunny Side of the Street» (Джимми Макхью, Дороти Филдс) — 4:40
2. «Pardon Me Pretty Baby» (Джеймс Мескилл, Рэймонд Клейджес, Винсент Роуз) — 3:43
3. «Dinah» (Гарри Акст, Джо Янг, Сэм Льюис) — 3:27
4. «Melody» (Чарльз Доус) — 3:55
5. «How High the Moon» (Нэнси Хэмилтон, Сэм Льюис) — 3:29
6. «C Jam Blues» (Дюк Эллингтон) — 3:30
7. «Stardust» (Хоги Кармайкл, Митчелл Пэриш) — 5:26
8. «That’s a Plenty» (Лью Поллок, Рэй Гилберт) — 2:56
9. «Afterglow» (Мэриэн Макпартлэнд) — 5:38

## Участники записи
- Джо Венути — скрипка
- Мэриэн Макпартлэнд — фортепиано
- Джо Скарица — звукорежиссёр
- Гилберт Конг — мастеринг

Все данные взяты из примечаний к альбому.